# Kiddush
Kiddush (hebreiska för helgande, eller heliggörande) är en bön eller välsignelse, som i den judiska traditionen reciteras över en bägare med vin när sabbaten, eller någon annan judisk högtid inleds.
Ordet kiddush kommer från det hebreiska ordet för helig (kadosh) som också översätts med avskiljande. Liknande ordet kaddish kommer från desamma källa. Inom judendomen betraktas sabbatsdagen som helig, och avskild. Att sabbatsdagen är avskild betyder dels att den skiljer sig från de andra dagarna i veckan, och dels att den betraktas som en dag särskilt avsatt för Gud. Genom att läsa kiddush när sabbaten inleds markerar man heligheten, och överlämnar dagen till Gud.
Det finns flera varianter av kiddushböner. Den kiddushbön som anses viktigast är den som reciteras i det judiska hemmet före sabbatsmåltiden. Någon i familjen ber kiddush över en bägare med vin, eller druvjuice innan man äter sabbatsmåltiden på fredagskvällen. Vinet hälls i en särskild kiddushbägare och efter bönen får alla som samlats dricka av vinet. Kiddushbönen inleds med några verser ur Toran. Texten berättar om hur Gud gjorde den sjunde dagen till en helig dag när han vilade efter att ha skapat världen (1 Mos 2:1-3). När man reciterar kiddush, ber man om välsignelse dels över själva vinet (som är en symbol för glädje) och över hela sabbaten.
I synagogan, på sabbatens morgon reciteras en annan variant av kiddush. Det finns också särskilda Kiddush för andra judiska högtider som till exempel påskhögtiden (Pesach) och lövhyddohögtiden (Sukkot).